# René Auberjonois (Maler)
René Victor Auberjonois (* 18. August 1872 in Montagny-près-Yverdon; † 11. Oktober 1957 in Lausanne) war ein Schweizer Maler.

## Leben und Wirken
In jungen Jahren beabsichtigte René Auberjonois, Musiker zu werden. Er reiste 1894 nach London und nahm Geigenunterricht. 1895 entschied er sich für die Malerei und besuchte die Kensington School of Art. Ab 1897 studierte er an der École des Beaux-Arts in Paris. Er reiste nach Italien und widmete sich vor allem den Alten Meistern. Danach kehrte er nach Paris zurück, wo er bis zum Ausbruch des Ersten Weltkriegs lebte. Ab 1914 lebte er bis zu seinem Tod 1957 in Lausanne.
Er befreundete sich mit dem Dichter Charles Ferdinand Ramuz und porträtierte ihn mehrmals. Für Rudolf Zender war der Kontakt zu ihm eine der prägenden Künstlerfreundschaften. Seine zurückhaltende Farbgebung und sein Malstil brachten ihm in der Schweiz nur wenig Anerkennung.
1937 wurden in der Nazi-Aktion „Entartete Kunst“ zwei seiner Bilder aus öffentlichen Sammlungen in Deutschland beschlagnahmt.
1948 vertrat Auberjonois die Schweiz an der Biennale von Venedig. Werke von René Auberjonois nahmen als Ausstellungsstücke an der documenta I 1955 und der documenta III 1964 in Kassel teil. Werke von ihm befinden sich unter anderem im Aargauer Kunsthaus in Aarau, im Kunstmuseum Basel, im Musée cantonal des Beaux-Arts de Lausanne, im Museo cantonale d’arte von Lugano (Nature morte (soleils, table de jardin verte), 1946), im Kunstmuseum Thun und im Kunsthaus Zürich.
René Auberjonois war der Vater des Journalisten Fernand Auberjonois, der Grossvater des nach ihm benannten amerikanischen Schauspielers René Auberjonois und der Urgrossvater des Schauspielers Remy Auberjonois.

## 1937 als „entartet“ aus öffentlichen Sammlungen in Deutschland beschlagnahmte Bilder
- Liegendes Mädchen (Öl; Kunstverein Jena; vernichtet.)
- Baigneuses (Lithografie, 28 × 23 cm; Stadtmuseum Ulm. 1940 zur „Verwertung“ auf dem Kunstmarkt an den Kunsthändler Karl Buchholz und von dort 1941 an die Buchholz Gallery Curt Valentin New York; Verbleib unbekannt.)